# Thaton
Thaton är en stad i Myanmar. Den ligger i delstaten Mon, i den södra delen av landet, 300 km söder om huvudstaden Naypyidaw. Thaton ligger 24 meter över havet och folkmängden uppgår till cirka 55 000 invånare.

## Geografi
Terrängen runt Thaton är platt västerut, men österut är den kuperad. Runt Thaton är det ganska tätbefolkat, med 230 invånare per kvadratkilometer. Omgivningarna runt Thaton är en mosaik av jordbruksmark och naturlig växtlighet.